# Lyttelton Ridge
Lyttelton Ridge är en bergstopp i Antarktis. Den ligger i Västantarktis. Argentina, Chile och Storbritannien gör anspråk på området. Toppen på Lyttelton Ridge är 425 meter över havet.
Terrängen runt Lyttelton Ridge är platt västerut, men österut är den kuperad. Trakten är obefolkad. Det finns inga samhällen i närheten.